# Volejbol'nyj klub Dinamo Moskva 2011-2012
Questa voce raccoglie le informazioni riguardanti la Volejbol'nyj klub Dinamo Moskva nelle competizioni ufficiali della stagione 2011-2012.

## Organigramma societario
Area direttiva
- Presidente: Michail Šekin

Area tecnica
- Allenatore: Jurij Čerednik
- Allenatore in seconda: Oleg Antonov

## Rosa
| N° | Nome               | Ruolo | Data di nascita   | Nazionalità sportiva |
| -- | ------------------ | ----- | ----------------- | -------------------- |
| 1  | Aleksej Ostapenko  | C     | 26 maggio 1986    | Russia               |
| 2  | Aleksandr Markin   | S     | 28 luglio 1990    | Russia               |
| 3  | Chačatur Stepanjan | L     | 31 marzo 1985     | Russia               |
| 4  | David Lee          | C     | 8 marzo 1982      | Stati Uniti          |
| 5  | Sergej Grankin     | P     | 21 gennaio 1985   | Russia               |
| 6  | Nikolaj Pavlov     | O     | 22 maggio 1982    | Russia               |
| 7  | Roman Bragin       | L     | 17 aprile 1987    | Russia               |
| 8  | Nikolaj Charitonov | C     | 22 maggio 1990    | Russia               |
| 9  | Daniil Dubinckij   | P     | 2 febbraio 1989   | Russia               |
| 10 | Denis Kalinin      | S     | 28 aprile 1984    | Russia               |
| 12 | Pavel Pankov       | P     | 14 agosto 1995    | Russia               |
| 13 | Péter Veres        | S     | 22 febbraio 1979  | Ungheria             |
| 14 | Dmitrij Ščerbinin  | C     | 10 settembre 1989 | Russia               |
| 15 | Pavel Kruglov      | O     | 17 settembre 1985 | Russia               |
| 16 | Valentin Bezrukov  | P     | 26 gennaio 1990   | Russia               |
| 17 | Leonid Šadilov     | S     | 14 agosto 1991    | Russia               |
| 19 | Vladimir Manerov   | S     | 30 marzo 1993     | Russia               |
| 20 | Jakov Plachov      | L     | 25 giugno 1991    | Russia               |
| 21 | Sergej Šaraev      | C     | 20 maggio 1991    | Russia               |
| 23 | Andrej Gvozdev     | S     | 28 marzo 1991     | Russia               |

## Statistiche

### Statistiche di squadra
| Competizione    | Punti | In casa | In casa | In casa | In trasferta | In trasferta | In trasferta | Totale | Totale | Totale |
| Competizione    | Punti | G       | V       | P       | G            | V            | P            | G      | V      | P      |
| --------------- | ----- | ------- | ------- | ------- | ------------ | ------------ | ------------ | ------ | ------ | ------ |
| Superliga       | 32    | 11      | 8       | 3       | 12           | 8            | 4            | 23     | 16     | 7      |
| Coppa di Russia | 12/12 | -       | -       | -       | -            | -            | -            | 13     | 9      | 4      |
| Coppa CEV       | -     | 6       | 6       | 0       | 6            | 4            | 2            | 12     | 10     | 2      |
| Totale          | -     | 17      | 14      | 3       | 18           | 12           | 6            | 48     | 35     | 13     |

G = partite giocate; V = partite vinte; P = partite perse

### Statistiche dei giocatori
| Giocatore     | Superliga | Superliga | Superliga | Superliga | Superliga |
| Giocatore     | P         | PT        | AV        | MV        | BV        |
| ------------- | --------- | --------- | --------- | --------- | --------- |
| V. Bezrukov   | 22        | 19        | 10        | 8         | 1         |
| R. Bragin     | 22        | 0         | 0         | 0         | 0         |
| N. Charitonov | 8         | 13        | 10        | 0         | 3         |
| D. Dubinckij  | 1         | 1         | 0         | 1         | 0         |
| S. Grankin    | 21        | 45        | 25        | 15        | 5         |
| A. Gvozdev    | 1         | 0         | 0         | 0         | 0         |
| D. Kalinin    | 20        | 136       | 111       | 16        | 9         |
| P. Kruglov    | 21        | 201       | 152       | 22        | 27        |
| D. Lee        | 20        | 129       | 78        | 43        | 8         |
| V. Manerov    | 2         | 0         | 0         | 0         | 0         |
| A. Markin     | 19        | 100       | 82        | 9         | 9         |
| A. Ostapenko  | 13        | 64        | 37        | 15        | 12        |
| P. Pankov     | 1         | 0         | 0         | 0         | 0         |
| N. Pavlov     | 23        | 251       | 213       | 19        | 19        |
| J. Plachov    | 5         | 1         | 1         | 0         | 0         |
| L. Ščadilov   | 7         | 15        | 13        | 2         | 0         |
| D. Ščerbinin  | 20        | 138       | 79        | 48        | 11        |
| S. Šaraev     | 2         | 0         | 0         | 0         | 0         |
| C. Stepanjan  | 5         | 1         | 1         | 0         | 0         |
| P. Veres      | 20        | 296       | 242       | 42        | 12        |

P = presenze; PT = punti totali; AV = attacchi vincenti; MV = muri vincenti; BV = battute vincenti

NB: Non sono disponibili i dati relativi alla Coppa di Russia, alla Coppa CEV e, di conseguenza, quelli totali